# باول جارفيس
باول جارفيس (29 يونيو 1965 في المملكة المتحدة - ) (بالإنجليزية: Paul Jarvis)‏ هو لاعب كريكت بريطاني.

## وصلات خارجية
- باول جارفيس على موقع إي آس بي آن كريك إنفو (الإنجليزية)